# Ordenações Filipinas
As Ordenações Filipinas, ou Código Filipino, é uma compilação jurídica que resultou da reforma do código manuelino, por Filipe II de Espanha (Filipe I de Portugal), durante o domínio castelhano. Ao fim da União Ibérica (1580-1640), o Código Filipino foi confirmado para continuar vigendo em Portugal por D. João IV. Vigeu em matéria civil em Portugal e seus territórios ultramarinos até 1867 quando foram revogadas pelo Código Civil Português de 1867 (também chamado de Código de Seabra). No Brasil, país que havia se separado de Portugal em 1822, vigeu em matéria civil até 1916, quando foi revogado pelo Código Civil brasileiro de 1916, assim as Ordenações Filipinas tiveram uma sobrevida de quase cinco décadas no Brasil mesmo após estas terem sido revogadas em Portugal.

## Histórico
A obra ficou pronta ainda no tempo de Filipe I, que a sancionou em 1595, mas só foi definitivamente mandada observar, após a sua impressão em 1603, quando já reinava Filipe II. Filipe I, político hábil, quis mostrar aos portugueses o respeito que tinha pelas leis tradicionais do país, promovendo a reforma das ordenações dentro de um espírito tradicional. Estas Ordenações apresentam a mesma estrutura e arrumação de matérias que já se verificara nas Ordenações Manuelinas, conservando-se também o critério nestas estabelecido a respeito do preenchimento de lacunas. Tem ausência de originalidade, pouca clareza e frequentes contradições, que resultam muitas vezes do excessivo apego ao texto de manuela: a falta de cuidado em suprimir alguns preceitos revogados ou caídos em desuso. Filipe II foi o rei que mais se utilizou da Ordenação.
As Ordenações Filipinas, embora muito alteradas, constituíram a base do direito português até à promulgação dos sucessivos códigos do século XIX, sendo que muitas disposições tiveram vigência no Brasil até o advento do Código Civil de 1916.

## Trechos
A exposição de motivos da Lei de 5 de junho de 1595, publicada em Madrid, é uma manifestação do absolutismo de direito divino, paternalista, repleto de referências autoelogiosas. Escrito em português arcaico, a exposição assim começa:
D. Philippe, per graça de Deos, Rey de Portugal e dos Algarves, d'aquém e d'além mar, em Africa Senhor de Guiné, e da Conquista, Navegação e Commercio de Etiopia, Arabia, Persia e da India. A todos nossos subditos e vasallos destes nossos Reinos e Senhorios de Portugal, saúde, etc.
Considerando Nós quão necessaria he em todo tempo a justiça, assim na paz como na guerra, para boa governança e conservação da Republica e Stado Real, a qual aos Reys convem como virtude principal, e sobre todas as outras mais excellente, e em a qual, como em verdadeiro espelho, se devem ellas sempre rever e esmerar; porque assim como a Justiça consiste em igualdade, e com justa balança dar o seu a cada hum, assim o bom Rey deve ser sempre hum e igual a todos em retribuir e premiar cada hum segundo seus merecimentos.
E assi como a Justiça he virtude, não para si mas para outrem, por aproveitar sómente áquelles á que se faz, dando-se-lhes o seu, e fazendo-os bem viver, aos bons como premios, e aos máos como temor das penas, d'onde resulta paz e assocego na Republica (porque o castigo dos máos he conservação dos bons); assi deve fazer o bom Rey, pois per Deos foi dado principalmente, nem para si nem para seu particular proveito, mas para bem governar seus Povos e aproveitar a seus subditos como a proprios filhos; e como quer que a Republica consista e se sustente em duas cousas; principalmente em as armas e em as Leis, e huma haja mister à outra; porque assi como as Leis com força das armas se mantêm, assi a arte militar com a ajuda das Leis he segura.